# Doğan Baykuş
Doğan Baykuş (* 7. April 1973 in Kocaeli) ist ein ehemaliger türkischer Fußballspieler.

## Sportlicher Werdegang
Baykuş spielte in der Jugend bei Kocaelispor und der Reservemannschaft, konnte sich aber nicht in der Wettkampfmannschaft durchsetzen und wurde 1992 trotz Aufstiegs in die 1. Lig zum Zweitligisten Muğlaspor transferiert. Durch gute Leistungen rückte der Mittelfeldspieler 1994 in den Kreis der türkischen U-21-Nationalmannschaft und wurde von Kocaelispor zurückgeholt. Wiederum blieb ihm der Durchbruch beim Klub aus seiner Geburtsstadt verwehrt, so dass er ab Sommer 1995 nacheinander für jeweils eine Spielzeit an die Zweitligisten Aydınspor, Düzcespor und Sakaryaspor verliehen wurde. In der Spielzeit 1997/98 gehörte er dabei zur von İlyas Tüfekçi trainierten Aufstiegsmannschaft von Sakaryaspor an, als sich diese in den Play-off-Spielen gegen Marmarisspor und Erzincanspor durchsetzte und nach einem Tor von Hasan Özdemir im Endspiel gegen Istanbul Başakşehir FK in die höchste Spielklasse zurückkehrte.
Baykuş kehrte im Sommer 1998 Kocaelispor endgültig den Rücken und schloss sich dem Erstligisten Kardemir Karabükspor an, zog aber bereits im November zu Yozgatspor weiter. Während in der Spielzeit 1999/2000 in der Meisterschaft Mustafa Kocabey als Torschützenkönig mit 32 Saisontoren einer der Garanten für die Zweitligameisterschaft war, krönte sich Baykuş trotz Ausscheidens in der dritten Hauptrunde mit drei Treffern im Pokalwettbewerb 1999/2000 zusammen mit acht weiteren Spielern zum Torschützenkönig des Wettbewerbs. Anschließend nahm ihn der ambitionierte Zweitligist Mobellaspor unter Vertrag. Hier blieb er jedoch nur Ergänzungsspieler und wurde Anfang 2001 leihweise an den in einer anderen Staffel spielenden Zweitligisten Elazığspor abgegeben. Nach der Rückkehr im Sommer wurde er im August innerhalb der zweiten Liga zu Ankara Şekerspor transferiert, ehe er 2002 zum aus der ersten Liga abgestiegenen Yozgatspor zurückkehrte. Ende August 2003 wechselte er zum Drittligisten Fatih Karagümrük SK, mit dem er in die zweite Liga aufstieg und bei dem er nach dem direkten Wiederabstieg am Ende der Spielzeit 2004/05 nach einem weiteren Jahr Drittklassigkeit seine aktive Laufbahn beendete.